# ایتون، کلوژ
ایتون، کلوژ (به لاتین: Aiton, Cluj) یک منطقهٔ مسکونی در رومانی است که در شهرستان کلوژ واقع شده‌است.

## خصوصیات
ایتون ۴۵٫۲۷ کیلومترمربع مساحت و ۱٬۲۴۴ نفر جمعیت دارد و ۶۲۶ متر بالاتر از سطح دریا واقع شده‌است.